# Tilloclytus rufipes
Tilloclytus rufipes är en skalbaggsart som beskrevs av Fisher 1942. Tilloclytus rufipes ingår i släktet Tilloclytus och familjen långhorningar.
Artens utbredningsområde är Kuba. Inga underarter finns listade i Catalogue of Life.